# Cantonul Manosque-Sud-Est
Cantonul Manosque-Sud-Est este un canton din arondismentul Forcalquier, departamentul Alpes-de-Haute-Provence, regiunea Provence-Alpes-Côte d'Azur, Franța.

## Comune
- Corbières
- Manosque (parțial, reședință)
- Sainte-Tulle